# ジョン・ハードマン
ジョン・ハードマン（John Herdman 、 1975年7月19日 - ）はイングランド・コンセット出身のサッカー指導者。前カナダ代表監督。

## 経歴

### キャリア初期
ノーザンブリア大学の学生であり、大学の非常勤講師でもあった若い頃からイングランドでサッカーの指導を始めた。サンダーランドAFCのユースアカデミーで育成コーチとして活躍し、2001年にニュージーランドに移住をした。

### ニュージーランド女子代表
ニュージーランドに移住し、2003年に国内協会サッカープログラムに参加、当初はコーチ教育マネージャーとして、後にサッカー開発ディレクターとして活躍した。
2006年、ニュージーランド女子代表の監督に就任した。年代別代表では、2006 FIFA U-20女子世界選手権と2010 FIFA U-20女子ワールドカップ出場に導き、A代表では2007年と2011年のFIFA女子ワールドカップ、2008年の北京オリンピック出場に導いた。
ニュージーランド滞在中、NRFL ディヴィジョン2のハイビスカス・コーストでアマチュアサッカーをしていた。

### カナダ女子代表
2011年、カナダ女子代表の監督に就任した。その直後にメキシコで開催されたパンアメリカン競技大会ではチームを金メダルに導いた。
カナダ・バンクーバーで行われたオリンピック予選でロンドンオリンピック出場に導き、本戦では3位に入賞し銅メダルを獲得した。
2016年、リオデジャネイロオリンピックで2大会連続の銅メダルを獲得した。

### カナダ代表
2018年1月8日、カナダ代表の監督に就任した。
2021年、FIFAランキングを72位からこれまでの最高位である40位まで順位を上げた。
2022年2月10日、FIFAランキングでカナダ代表を33位まで順位を上げた。
2022年3月27日、カナダ代表を36年ぶりのFIFAワールドカップ出場に導き、男子と女子の代表チームをワールドカップに導くことに成功した最初の監督となった。
2023年8月28日、カナダサッカー協会(CSA)は辞任を発表した。また、メジャーリーグ・サッカー(MLS)のトロントFCの監督に就任することも発表されている。

## 人物
幼なじみのクレアと結婚し、2人の子供がいる。

## タイトル

### 指導者時代
カナダ女子代表
- 夏季オリンピック・銅メダル：2012, 2016
- パンアメリカン競技大会：2011
- アルガルヴェ・カップ：2016